# أرولا
أرولا وهي كومونا في مقاطعة Verbano-Cusio-Ossola في إقليم بيدمونت الإيطالية ، وتقع على بُعد 100 كيلومتر (62 ميل) شمال شرق تورينو أي ما يقارب 20 كيلومتر (12 ميل) جنوب غرب فيربانيا ، بلغ مجموع سكانها في 31 ديسمبر 2004 م 284 نسمة وتبلغ مساحتها 6.5 كيلومتر مربع (2.5 ميل2)  بلدية أرولا تحتوي على فرازيوني (تقسيم) بيانيزا. تقع أرولا على إطار البلديات التالية : سيسترا وسيفياسكو ومادونا ديل ساسو.